# The Girl Reporter (film 1913)
The Girl Reporter è un cortometraggio muto del 1913 diretto da Phillips Smalley che ha come protagonista Pearl White. La famosa attrice, eroina di tanti serial, qui riveste i panni di una giovane reporter. Negli anni dieci, Smalley diresse numerosissime pellicole interpretate da Pearl White.

## Produzione
Il film fu prodotto dalla Crystal Film Company.

## Distribuzione
Uscì nelle sale cinematografiche USA il 6 luglio 1913.